# 蘭特孔博拉山
蘭特孔博拉山是印尼的高山，位於蘇拉威西島南蘇拉威西省，海拔3,455米，座標3°21′S 120°1′E / 3.350°S 120.017°E。島上第一高山是蘭特孔博拉山還是鄰近的蘭特馬里奧山具有爭議。